# Canon de marine de 4 pouces QF Mk XVI
Le canon de marine de 4 pouces QF Mk XVI est un canon naval monté sur les croiseurs de la Royal Navy à partir des années 1930. Canon antiaérien et canon antinavire, il est largement utilisé pendant la Seconde Guerre mondiale.

## Conception

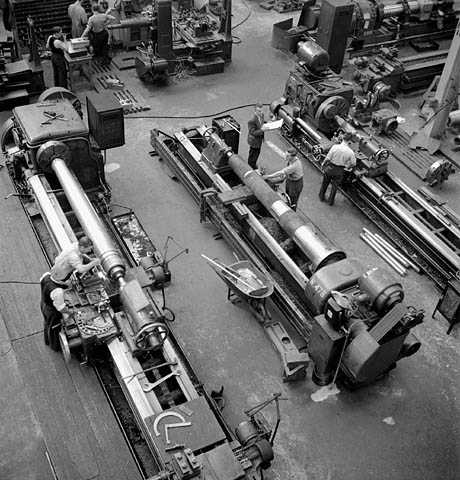
Deux canons QF 4 pouces Mk XVI sur d’énormes tours dans l’usine de Sorel Industries Ltd., Sorel, Québec., en 1943.